# Christopher Addison, I visconte Addison
Christopher Addison (Hogsthorpe, 19 giugno 1869 – Stallingborough, 11 dicembre 1951) è stato un medico e politico inglese.
Entrò in Parlamento nel 1910; nel 1916 divenne ministro delle Munizioni; nel 1918 ministro della Ricostruzione, dal 1919 al 1921 della ministro della Sanità ed infine, nel 1930 e nel 1931, ministro dell'Agricoltura. Nel 1945 è stato nominato visconte di Stallingborough, divenne segretario di Stato per i Rapporti col Commonwealth dal 1945 al 1947, poi lord del Sigillo privato, e Paymaster General nel 1948-49.
Di idee ardite, attuò provvedimenti assai discussi, fra cui (1918) quello relativo al sussidio di disoccupazione.